# Gigouzac
Gigouzac ist eine französische Gemeinde mit 304 Einwohnern (Stand 1. Januar 2022) im Département Lot in der Region Okzitanien. Sie gehört zum Kanton Causse et Bouriane und zum Arrondissement Cahors.
Nachbargemeinden sind Uzech im Nordwesten, Peyrilles im Norden, Montamel im Nordosten, Mechmont im Osten, Maxou im Süden, Boissières im Südwesten und Saint-Denis-Catus im Westen.

## Bevölkerungsentwicklung

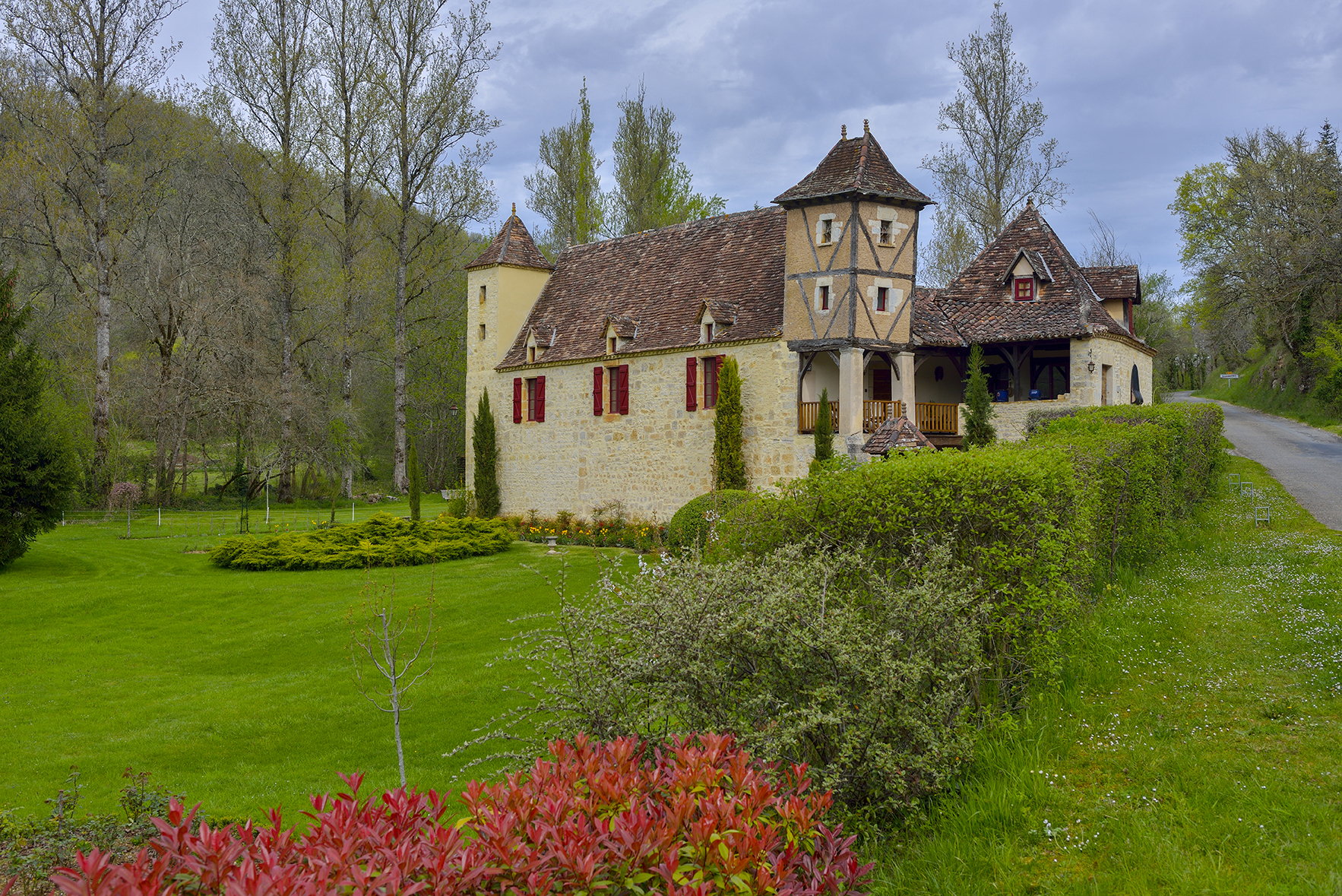
Schloss Gigouzac

| Jahr      | 1962 | 1968 | 1975 | 1982 | 1990 | 1999 | 2008 | 2018 |
| --------- | ---- | ---- | ---- | ---- | ---- | ---- | ---- | ---- |
| Einwohner | 193  | 204  | 180  | 204  | 211  | 176  | 221  | 285  |